# Martainville-Épreville
Martainville-Épreville é uma comuna francesa na região administrativa da Normandia, no departamento de Sena Marítimo. Estende-se por uma área de 7,58 km². Em 2010 a comuna tinha 704 habitantes (densidade: 92,9 hab./km²).